# Bawaria
Bawaria, Wolny Kraj Bawaria, Wolne Państwo Bawaria (niem. Bayern, Freistaat Bayern) – największy pod względem powierzchni kraj związkowy Niemiec.

## Informacje ogólne
- stolica: Monachium
- liczba mieszkańców: 13 369 393 (31 grudnia 2022)
- powierzchnia: 70 541,57 km²
- język: niemiecki (dialekty bawarski, szwabski, wschodnio- i reńskofrankoński, turyngeński)
- grupy etniczne: Bawarowie (6,4 mln), Frankowie (4,1 mln), Szwabowie (1,8 mln) i „nowi Bawarczycy” (przybyli po II wojnie światowej Niemcy sudeccy i inni uchodźcy i wysiedleni)[5]
- produkt krajowy brutto: 544 miliardów dolarów
- ważniejsze miasta: Monachium, Norymberga, Augsburg, Ratyzbona, Würzburg, Ingolstadt, Fürth i Erlangen
- klimat: umiarkowany przejściowy, między morskim a kontynentalnym; w Alpach górski
  - Średnie temperatury: od –5 do 1 °C w zimie, od 12 do 23 °C w lecie
  - Opady: od 800 do 1000 mm rocznie, od 2000 do 2500 mm rocznie (w Alpach Bawarskich)

## Geografia
Bawaria graniczy z Austrią, Czechami i Szwajcarią (od strony Jeziora Bodeńskiego) oraz krajami związkowymi Badenią-Wirtembergią, Hesją, Turyngią i Saksonią.
Rzeki: Altmühl, Alz, Amper, Dunaj, Soława Frankońska, Iller, Inn, Isen, Izara, Lech, Men, Mindel, Naab, Paar, Pegnitz, Regen, Regnitz, Rott, Vils, Wertach
Kanały: Ren-Men-Dunaj
Jeziora: Ammersee, Chiemsee, Starnberger See
Ważniejsze wzniesienia: Nebelhorn (2224 m), Zugspitze (2963 m), Watzmann (2714 m), Grosser Arber (1457 m)

## Historia Bawarii

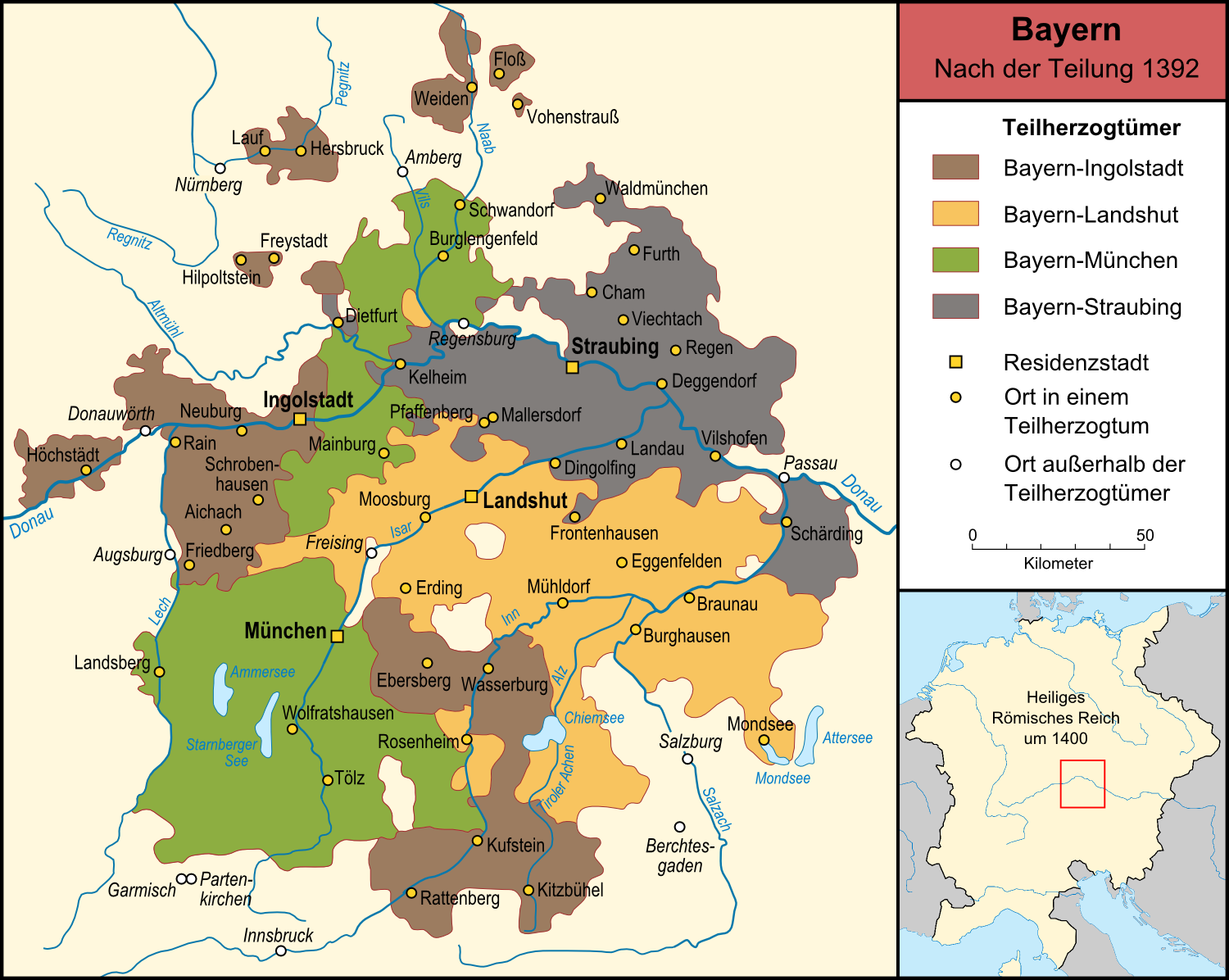
Księstwa bawarskie po 1392 r.

W VI wieku obecna Bawaria wchodziła w obszar państwa plemiennego Bawarów, ludu germańskiego z korzeniami alemańskimi, turyngeńskimi, frankońskimi i ostrogockimi. Część północno-wschodnia obszaru dzisiejszej Bawarii była zasiedlona przez Słowian (zob. Bavaria Slavica). Bawarowie stworzyli własne księstwo, później zależne od państwa Franków. Pierwszym znanym władcą był Garibald (Heribald) I, panujący w latach 548(?)–590. Od 788 do 907 r. Bawaria znajdowała się w granicach państwa Franków. Następnie władzę przejęła miejscowa dynastia Luitpoldingów (907–947 i krótko 983–985). Bawaria znalazła się wkrótce w granicach Świętego Cesarstwa Rzymskiego, przy czym zajmowała południową część dzisiejszego kraju związkowego. Na północy regionu istniały mniejsze kraje, w tym Burgrabstwo Norymbergi, księstwo biskupie Bambergu i Wolne Miasto Norymberga, a w XIV wieku sięgało tu władztwo Czech (Czeski Palatynat). W 1070 r. tron bawarski został przez króla niemieckiego Henryka IV oddany sprzymierzonym z nim Welfom (1070–1139 i 1156–1180). Od 1180 do 1918 Bawaria była rządzona przez członków dynastii Wittelsbachów, którzy od 1623 r. byli elektorami.
W 1806 stała się królestwem. W 1806 do Bawarii włączono Norymbergę, a w 1815 Palatynat Reński. Od 1818 r. stała się monarchią konstytucyjną (na podstawie Aktu Konstytucyjnego, Verfassungs-Urkunde). Panujący od 1825 roku Ludwik I Wittelsbach zmienił oficjalny zapis nazwy państwa z Baiern na Bayern; litera „y” miała symbolizować tradycję starożytną w przeciwieństwie do potocznej „i”. 18 stycznia 1828 r. Bawaria i Wirtembergia utworzyły Bawarsko-Wirtemberski Związek Celny (Bayerisch-Würtembergischer Zollverein), a sześć lat później przystąpiły do Niemieckiego Związku Celnego. W 1871 r. Bawaria została włączona do Cesarstwa Niemieckiego, z zachowaniem odrębności (poczta, polityka zagraniczna, kolej i armia w czasie pokoju), które zlikwidowano dopiero w 1918 r. W tym samym roku doszło do krótkotrwałego powołania Bawarskiej Republiki Rad. W 1920 do Bawarii przyłączono Coburg, od 1572 związany z pomniejszymi księstwami saskimi. W 1949 r. Bawaria weszła w skład Republiki Federalnej Niemiec.

## Zabytki

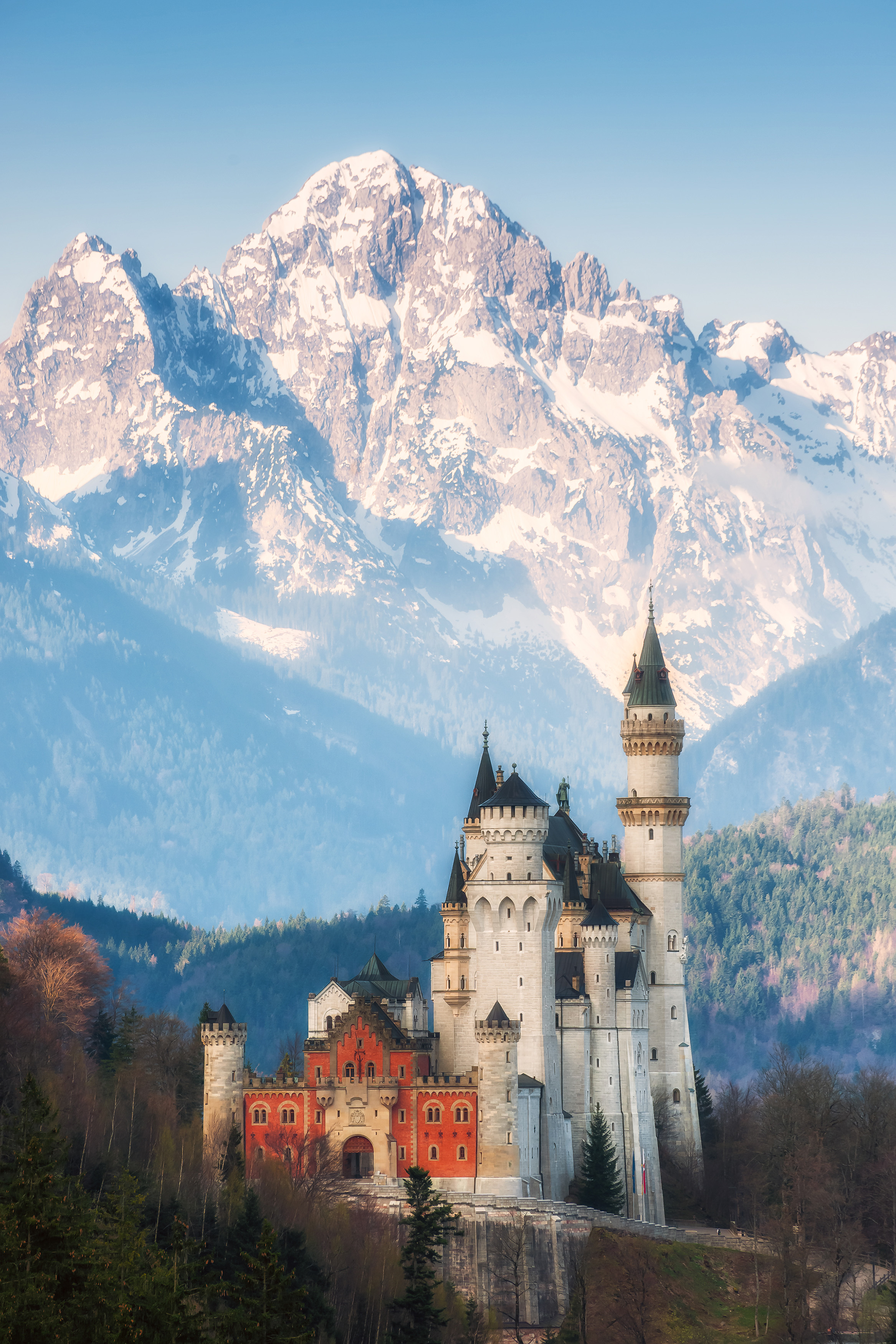
Zamek Neuschwanstein

- rezydencja biskupów Würzburga (od 1981 na liście światowego dziedzictwa kultury UNESCO)
- kościół pielgrzymkowy w Wies (od 1983 na liście światowego dziedzictwa kultury UNESCO)
- stare miasto w Bambergu (od 1993 na liście światowego dziedzictwa kultury UNESCO)
- część retycka Limesu Górnogermańsko-Retyckiego (od 2005 na liście światowego dziedzictwa kultury UNESCO)
- stare miasto w Ratyzbonie (od 2006 na liście światowego dziedzictwa kultury UNESCO), m.in. Most Kamienny, katedra św. Piotra
- katedra Najświętszej Marii Panny w Monachium
- barokowy pałac Nymphenburg w Monachium
- Rezydencja w Monachium, w której muzeum zgromadzone są bogate zbiory polskie, pochodzące z czasów I Rzeczypospolitej
- zamek w Norymberdze
- zamek Trausnitz w Landshut
- zamki Ludwika II: Neuschwanstein, Linderhof i Herrenchiemsee
- klasztor benedyktyński i kościół św. Mikołaja, św. Elżbiety i św. Marii w Andechsie
- Walhalla nad Dunajem

Herb Polski na wybranych zabytkach w Bawarii
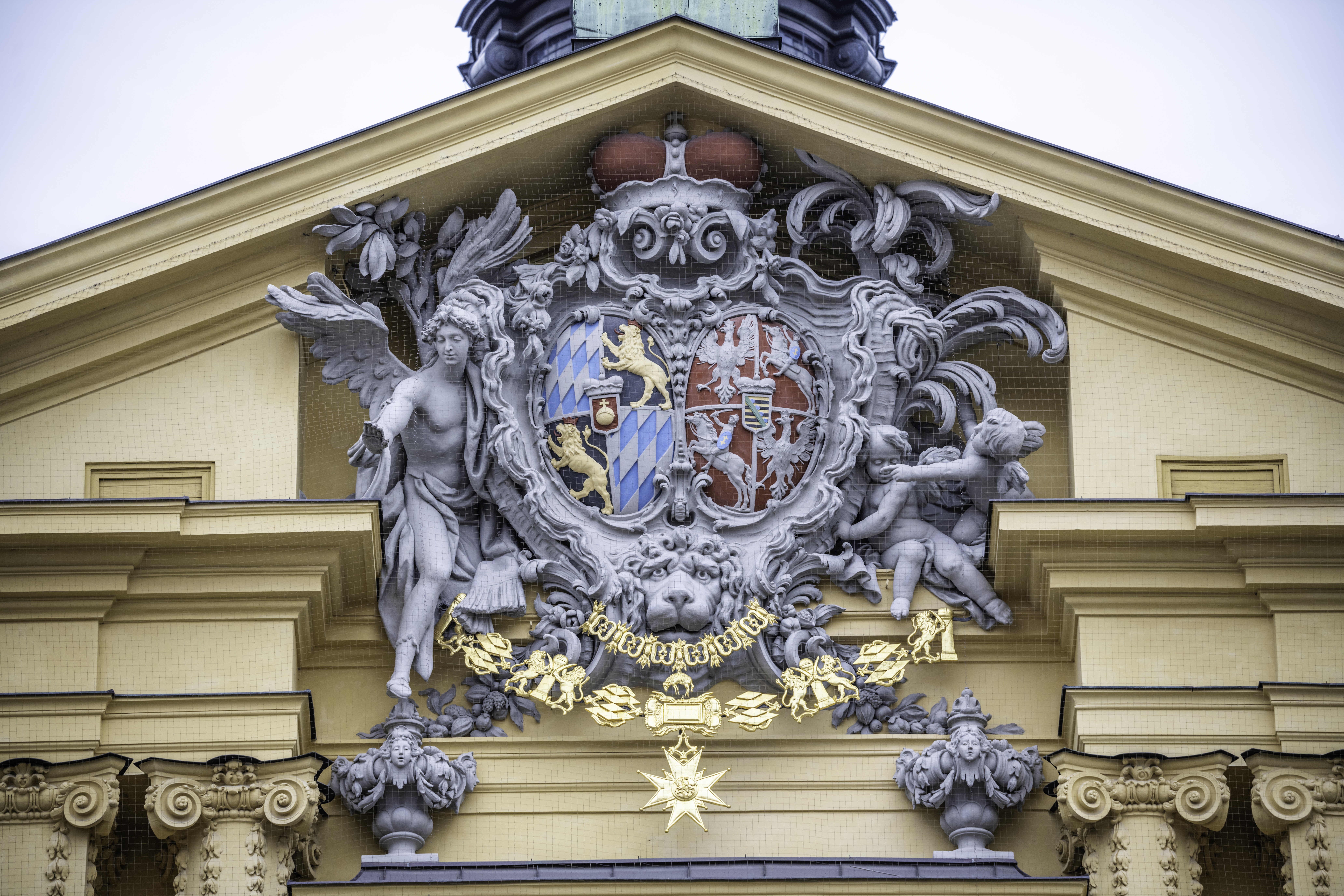
Kościół Teatynów w Monachium
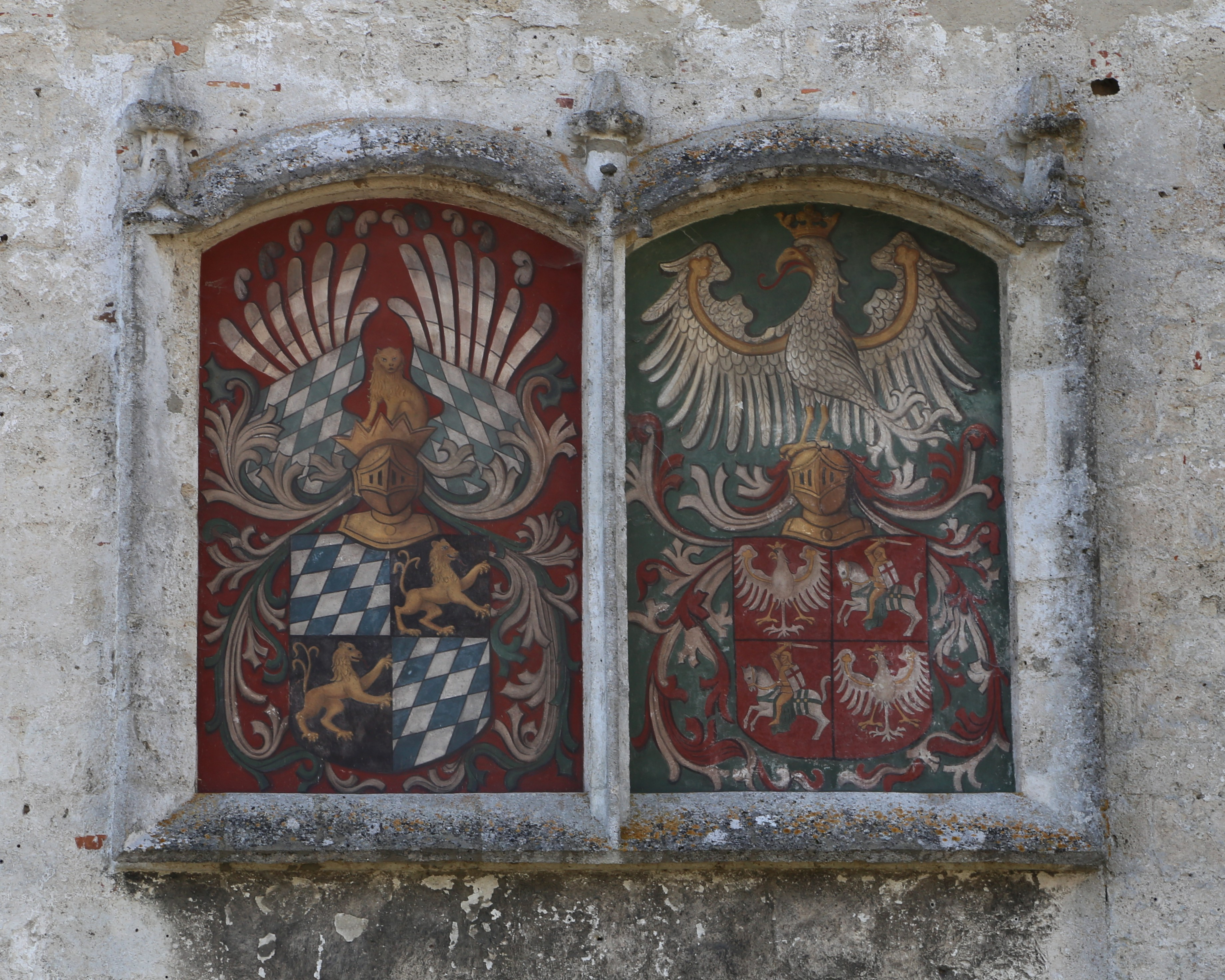
Zamek Burghausen
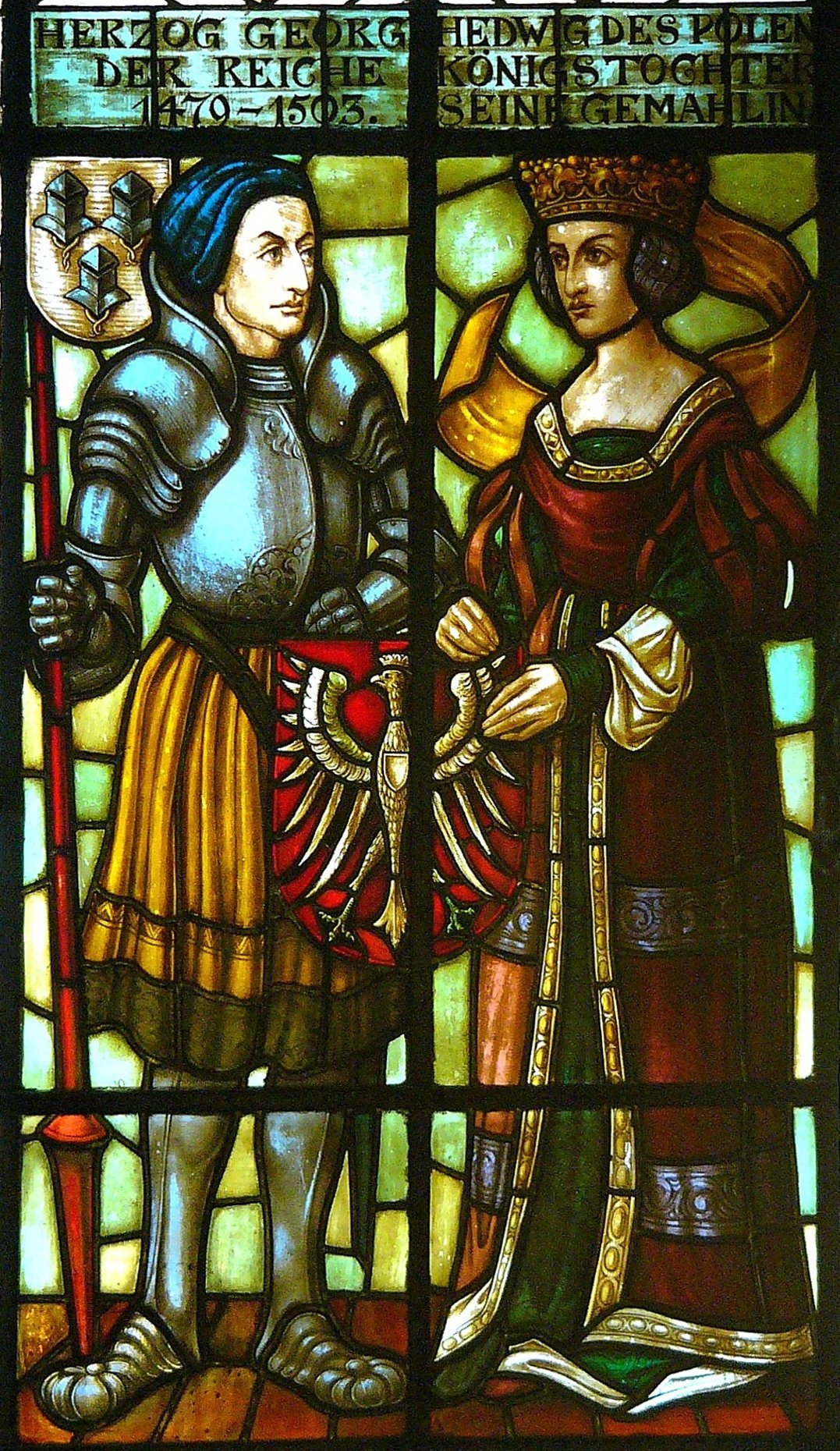
Okno ratuszowe w Landshut
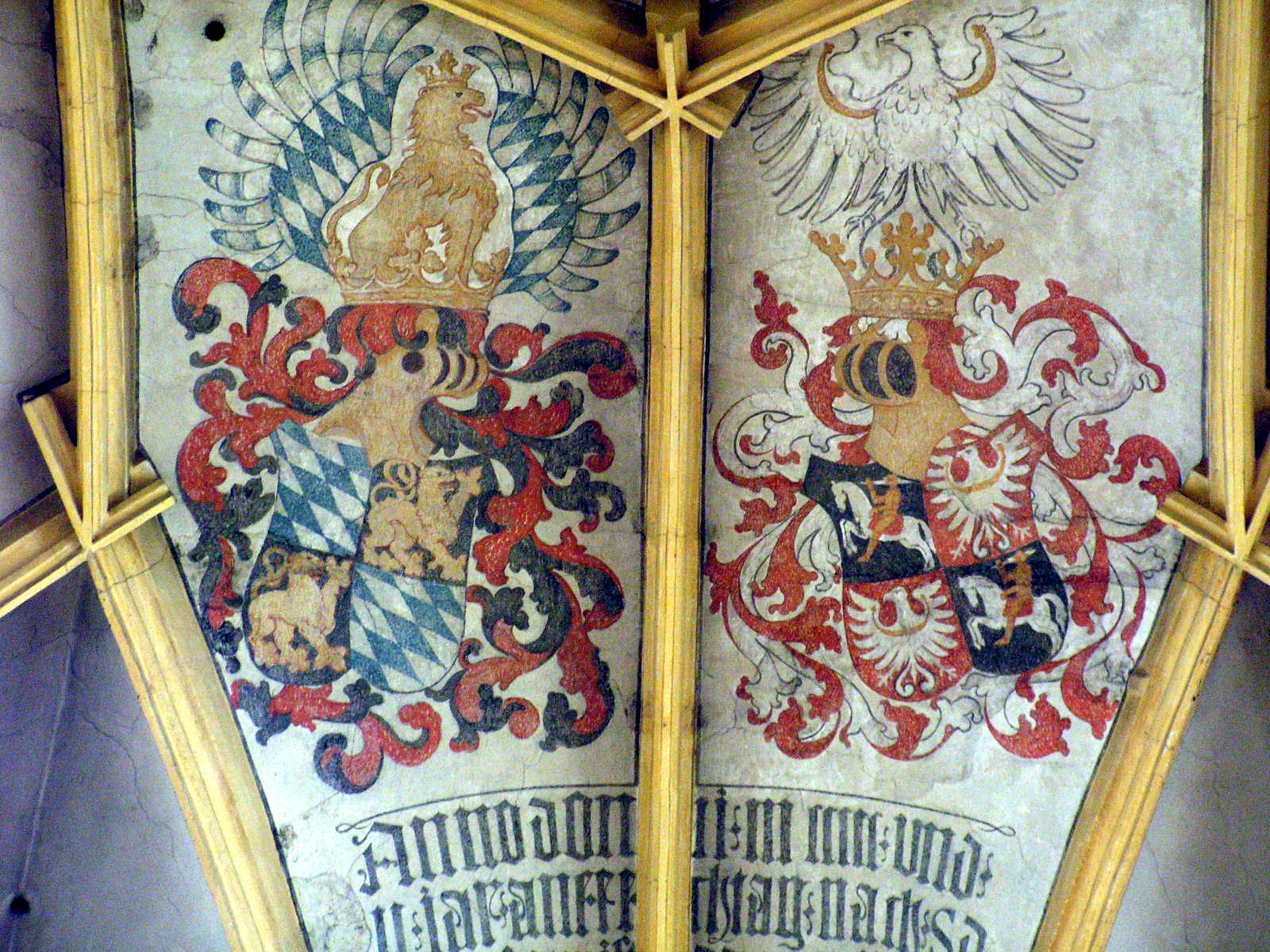
Sklepienie kościoła św. Jana w Dingolfing
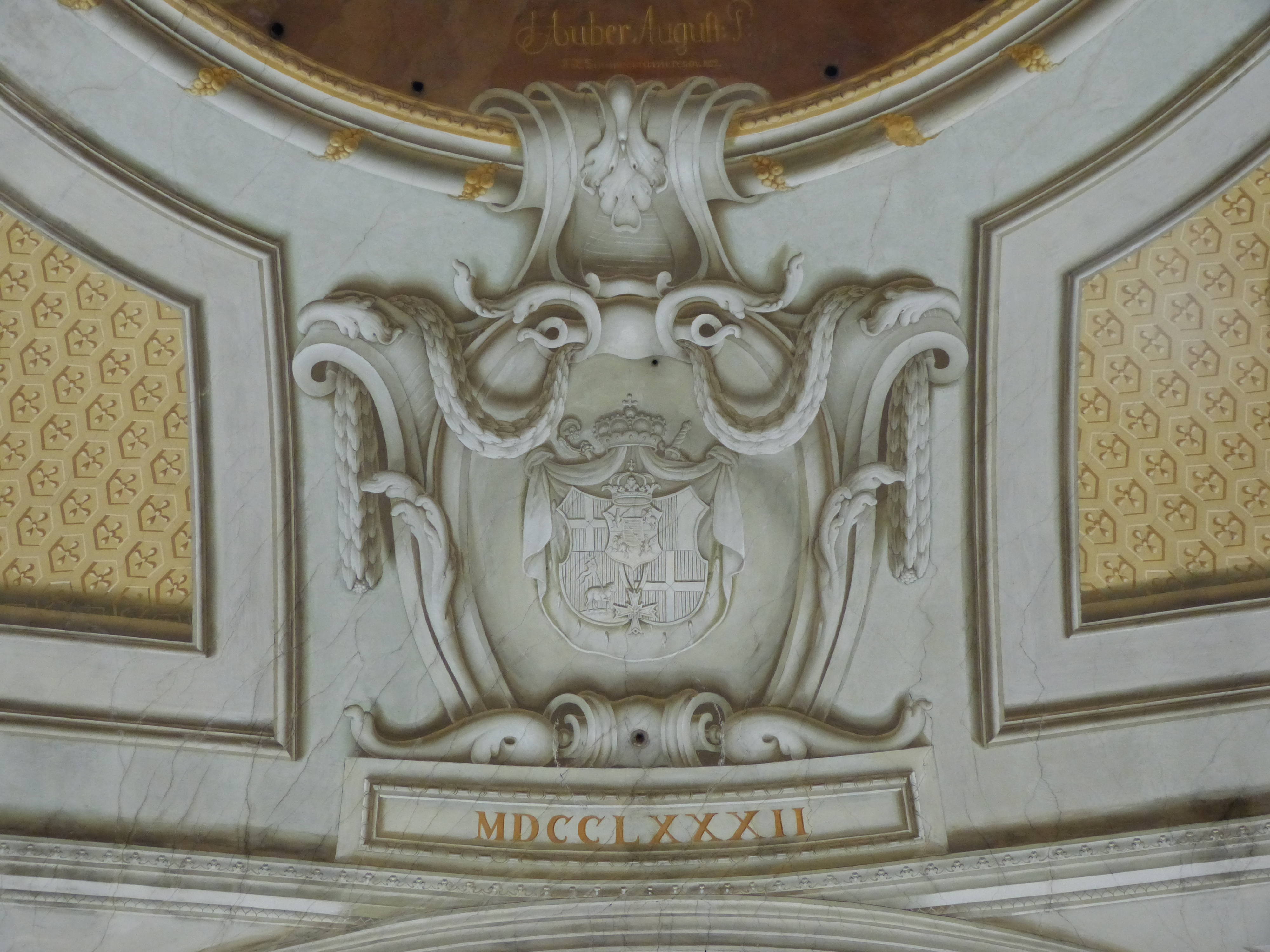
Wnętrze kościoła św. Stefana w Pfaffenhausen

## Podział administracyjny

Podział Bawarii na rejencje

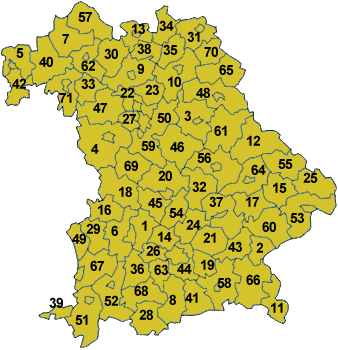
Podział Bawarii na powiaty

Bawaria podzielona jest na siedem rejencji (Regierungsbezirke):
- Dolna Frankonia (Würzburg)
- Górna Frankonia (Bayreuth)
- Środkowa Frankonia (Ansbach)
- Szwabia (Augsburg)
- Górny Palatynat (Ratyzbona)
- Górna Bawaria (Monachium)
- Dolna Bawaria (Landshut).

Mieszkańcy każdego z tych regionów posiadają nieco odrębną kulturę i rozpoznawalny akcent językowy.
Równolegle do władz rejencji działają władze okręgu (niem. Bezirk).
Niższym szczeblem podziału jest podział na 71 powiatów i 25 miast na prawach powiatu.
| Powiaty: | | |
| 1. Aichach-Friedberg (AIC) 2. Altötting (AÖ) 3. Amberg-Sulzbach (AS) 4. Ansbach (AN) 5. Aschaffenburg (AB) 6. Augsburg (A) 7. Bad Kissingen (KG) 8. Bad Tölz-Wolfratshausen (TÖL) 9. Bamberg (BA) 10. Bayreuth (BT) 11. Berchtesgadener Land (BGL) 12. Cham (CHA) 13. Coburg (CO) 14. Dachau (DAH) 15. Deggendorf (DEG) 16. Dillingen an der Donau (DLG) 17. Dingolfing-Landau (DGF) 18. Donau-Ries (DON) 19. Ebersberg (EBE) 20. Eichstätt (EI) 21. Erding (ED) 22. Erlangen-Höchstadt (ERH) 23. Forchheim (FO) 24. Freising (FS) | 1. Freyung-Grafenau (FRG) 2. Fürstenfeldbruck (FFB) 3. Fürth (FÜ) 4. Garmisch-Partenkirchen (GAP) 5. Günzburg (GZ) 6. Haßberge (HAS) 7. Hof (HO) 8. Kelheim (KEH) 9. Kitzingen (KT) 10. Kronach (KC) 11. Kulmbach (KU) 12. Landsberg am Lech (LL) 13. Landshut (LA) 14. Lichtenfels (LIF) 15. Lindau (Bodensee) (LI) 16. Main-Spessart (MSP) 17. Miesbach (MB) 18. Miltenberg (MIL) 19. Mühldorf am Inn (MÜ) 20. Monachium (M) 21. Neuburg-Schrobenhausen (ND) 22. Neumarkt in der Oberpfalz (NM) 23. Neustadt an der Aisch-Bad Windsheim (NEA) 24. Neustadt an der Waldnaab (NEW) | 1. Neu-Ulm (NU) 2. Norymberga (LAU) 3. Oberallgäu (OA) 4. Ostallgäu (OAL) 5. Pasawa (PA) 6. Pfaffenhofen an der Ilm (PAF) 7. Regen (REG) 8. Ratyzbona (R) 9. Rhön-Grabfeld (NES) 10. Rosenheim (RO) 11. Roth (RH) 12. Rottal-Inn (PAN) 13. Schwandorf (SAD) 14. Schweinfurt (SW) 15. Starnberg (STA) 16. Straubing-Bogen (SR) 17. Tirschenreuth (TIR) 18. Traunstein (TS) 19. Unterallgäu (MN) 20. Weilheim-Schongau (WM) 21. Weißenburg-Gunzenhausen (WUG) 22. Wunsiedel im Fichtelgebirge (WUN) 23. Würzburg (WÜ) |

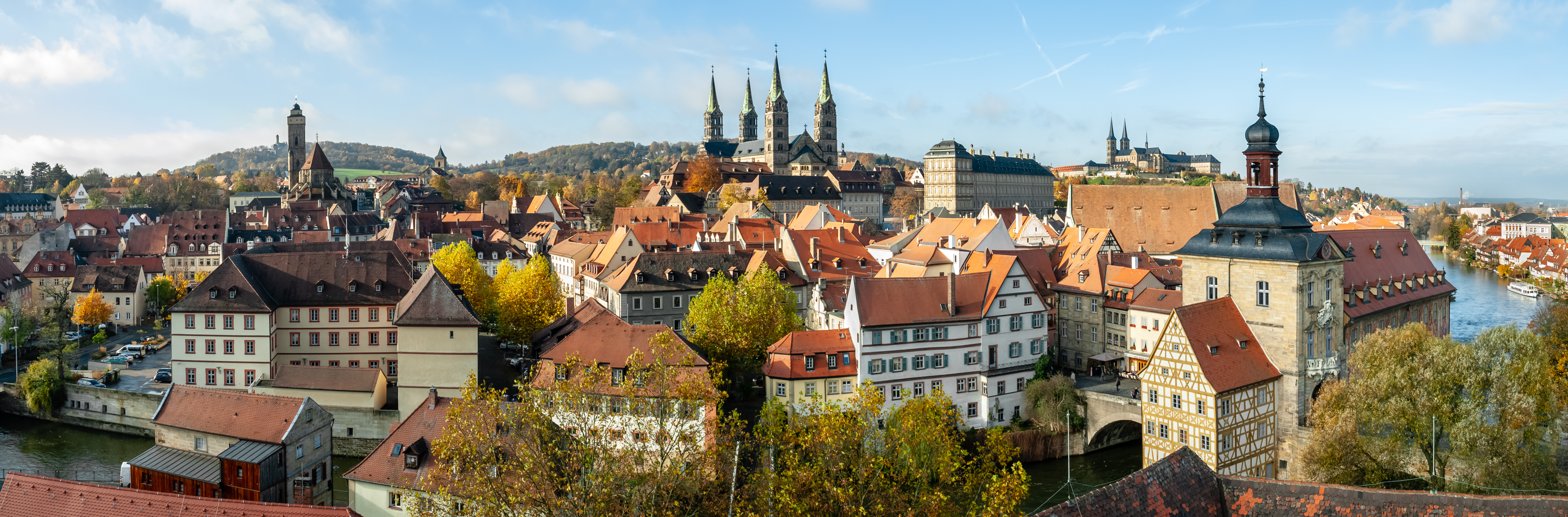
Bamberg

| Miasta na prawach powiatu: | | |
| 1. Amberg (AM) 2. Ansbach (AN) 3. Aschaffenburg (AB) 4. Augsburg (A) 5. Bamberg (BA) 6. Bayreuth (BT) 7. Coburg (CO) 8. Erlangen (ER) 9. Fürth (FÜ) | 1. Hof (HO) 2. Ingolstadt (IN) 3. Kaufbeuren (KF) 4. Kempten (Allgäu) (KE) 5. Landshut (LA) 6. Memmingen (MM) 7. Monachium (M) 8. Norymberga (N) | 1. Pasawa (PA) 2. Ratyzbona (R) 3. Rosenheim (RO) 4. Schwabach (SC) 5. Schweinfurt (SW) 6. Straubing (SR) 7. Weiden in der Oberpfalz (WEN) 8. Würzburg (WÜ) |

## Polityka
Koalicja rządząca: CSU
- CSU – 92
- SPD – 39
- FDP – 16
- Partia Zielonych – 19
- Wolni Wyborcy – 21

Ostatnie wybory: 15 września 2013

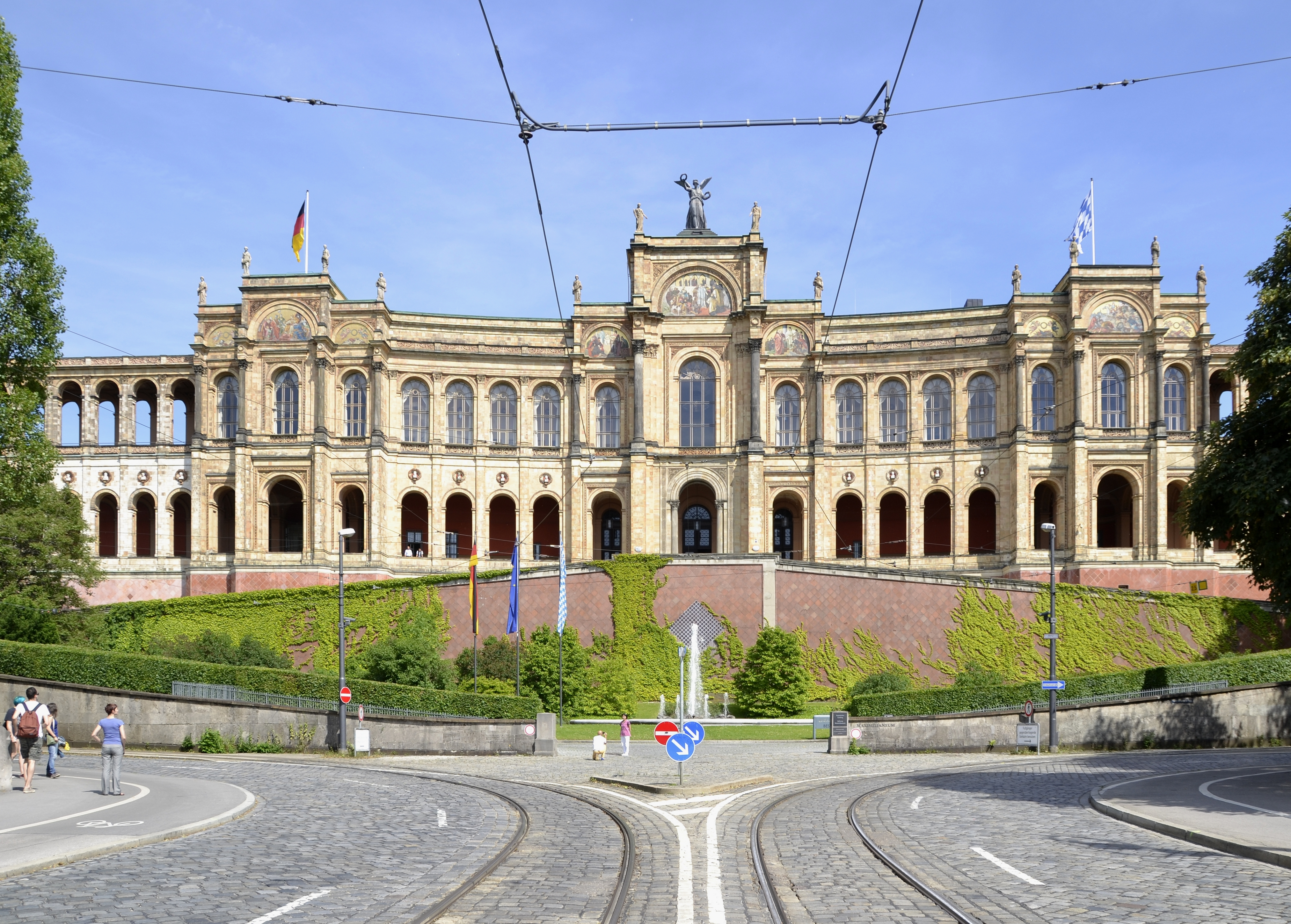
Maximilianeum w Monachium – siedziba Landtagu Bawarii

W Bawarii istnieje ruch na rzecz niepodległości: Partia Bawarska otrzymała w wyborach do landtagu w 2013 poparcie 2,3%. Sondaż przeprowadzony przez YouGov w 2017 roku wskazuje, że niezależność od Niemiec popiera 1/3 Bawarczyków.

## Gospodarka

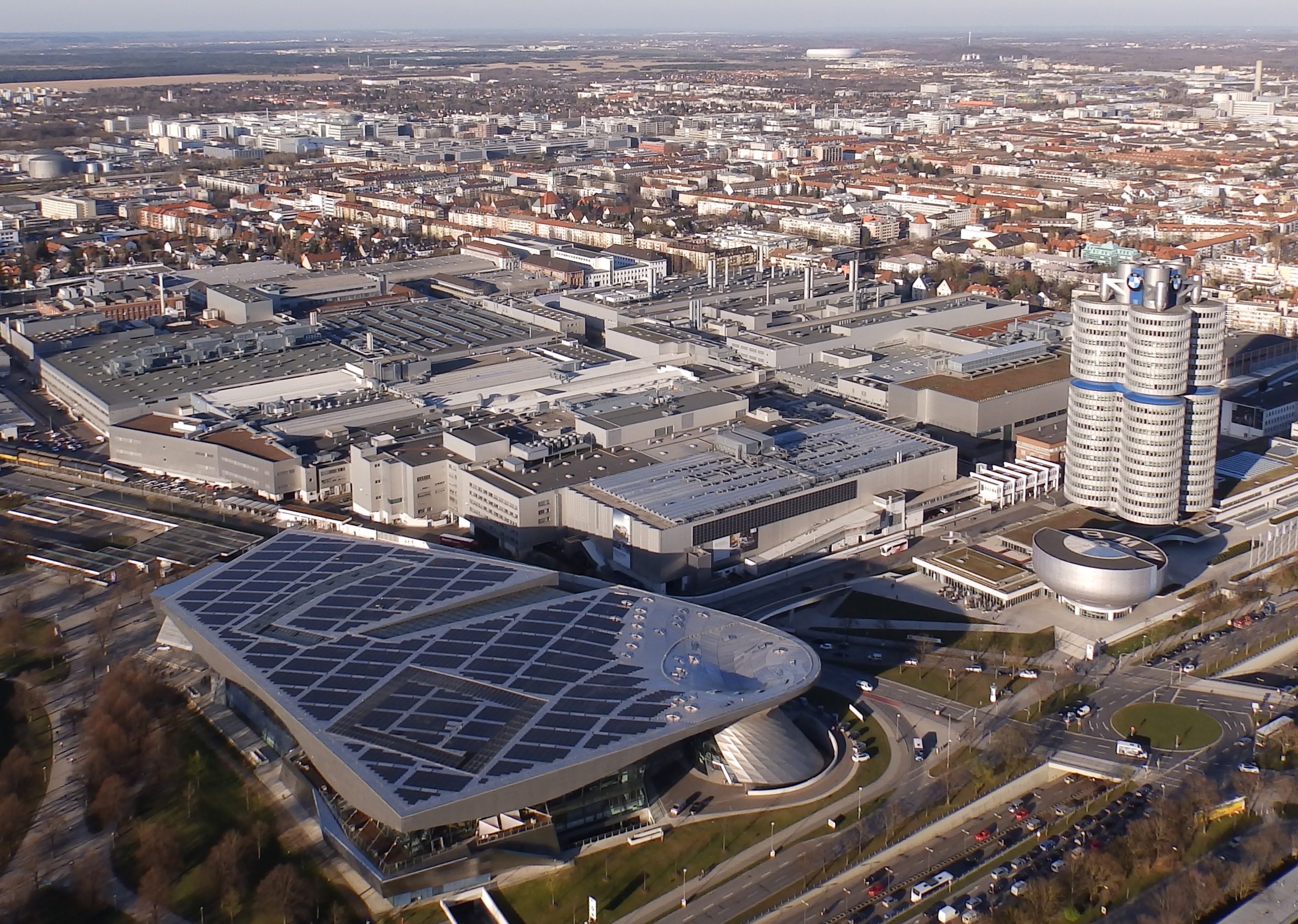
Siedziba koncernu BMW w Monachium (2014)

Bawaria należy do najbogatszych regionów współczesnych Niemiec. Wysoko rozwinięty jest tam przemysł elektroniczny, maszynowy (w tym samochodowy), lotniczy, włókienniczy, rafineryjny (ropa dostarczana jest rurociągami z portów Morza Śródziemnego). Produkt krajowy brutto Bawarii wynosi łącznie 544 mld USD i było większe niż PKB całej Polski aż do końca 2017 roku (PKB Polski w 2018 roku wyniosło 614,2 mld). Nazwa znanego producenta samochodów – BMW – „Bawarskie Zakłady Silnikowe” (Bayerische Motoren-Werke).
Inne znane przedsiębiorstwa z Bawarii: Siemens, Audi (samochody osobowe), MAN (autobusy i samochody ciężarowe), MTU (silniki lotnicze i czołgowe), Airbus Group (europejski koncern militarny i lotniczy), Telefónica Deutschland (operator komórkowy), HypoVereinsbank, Munich Re (jedna z dwóch największych firm reasekuracyjnych na świecie), Allianz SE (grupa ubezpieczeniowo-finansowa), Sky Deutschland (niemiecka płatna telewizja), ProSiebenSat.1 Media (koncern mediowy). Bawaria nazywana jest również doliną krzemową Niemiec.
Wysoko rozwinięte i wydajne jest też bawarskie rolnictwo. Bawaria szczyci się największą w Niemczech produkcją mleka, serów i wyrobów mleczarskich.
Na terenie Bawarii znajdują się trzy elektrownie atomowe: Isar w Essenbach, Grafenrheinfeld, Gundremmingen. W miejscowości Garching bei München (15 km na północ od Monachium) znajduje się reaktor badawczy.

## Kultura

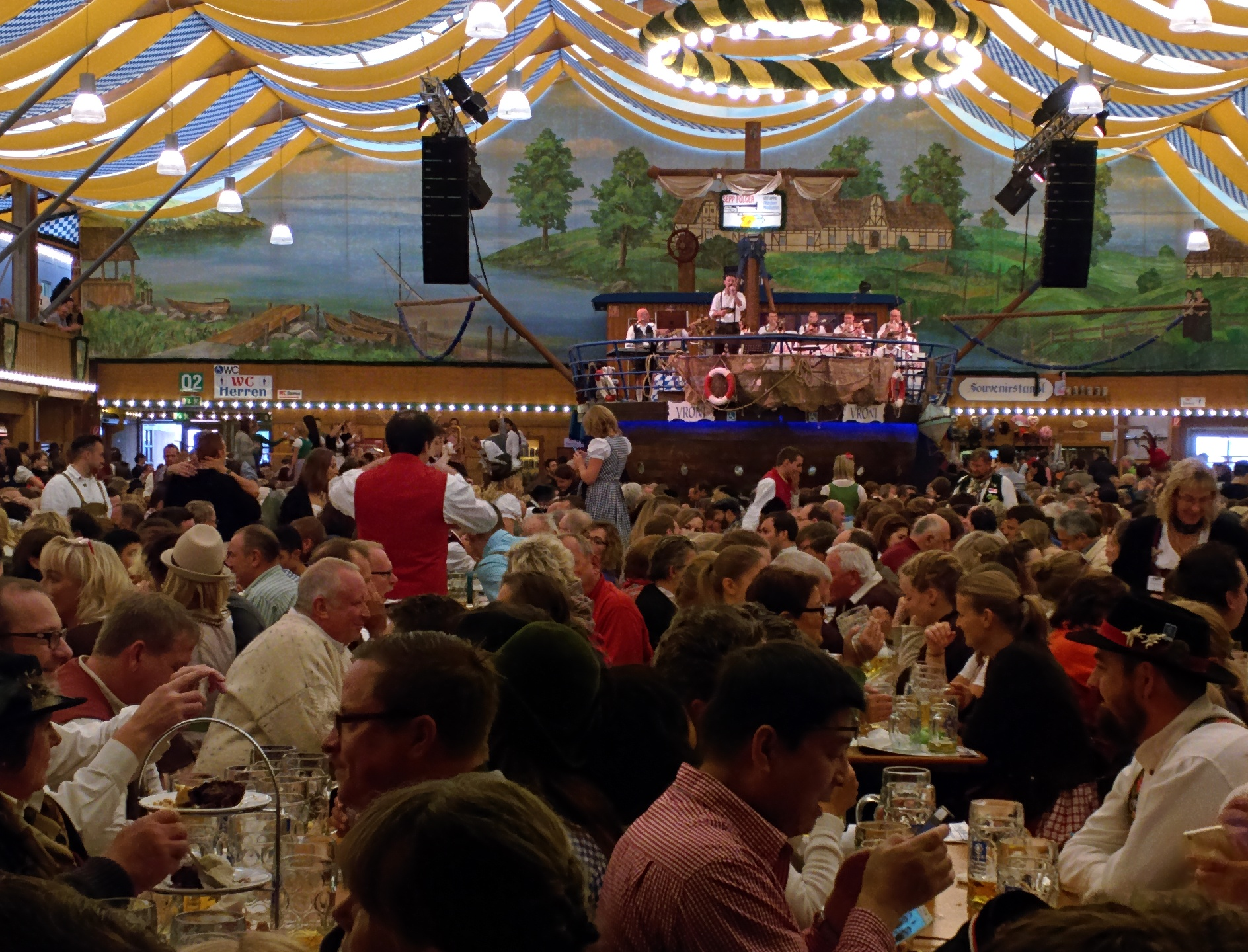
Oktoberfest (2015)

Słynny festiwal piwa Oktoberfest odbywa się corocznie od 1810 roku we wrześniu w Monachium i jest największym festiwalem tego typu na świecie. Początek imprezy jest wyznaczany na dwa tygodnie przed pierwszą niedzielą października, a festiwal trwa dwa tygodnie (dokładnie od piątku do niedzieli, czyli 17 dni).

### Muzea
- Stara Pinakoteka w Monachium – malarstwo światowe XIV–XVIII wieku
- Nowa Pinakoteka w Monachium – malarstwo światowe XIX i XX wieku
- Muzeum Niemieckie w Monachium – największe muzeum przyrodniczo-techniczne świata

## Uczelnie
- Uniwersytet w Augsburgu
- Uniwersytet w Bambergu
- Uniwersytet w Bayreuth

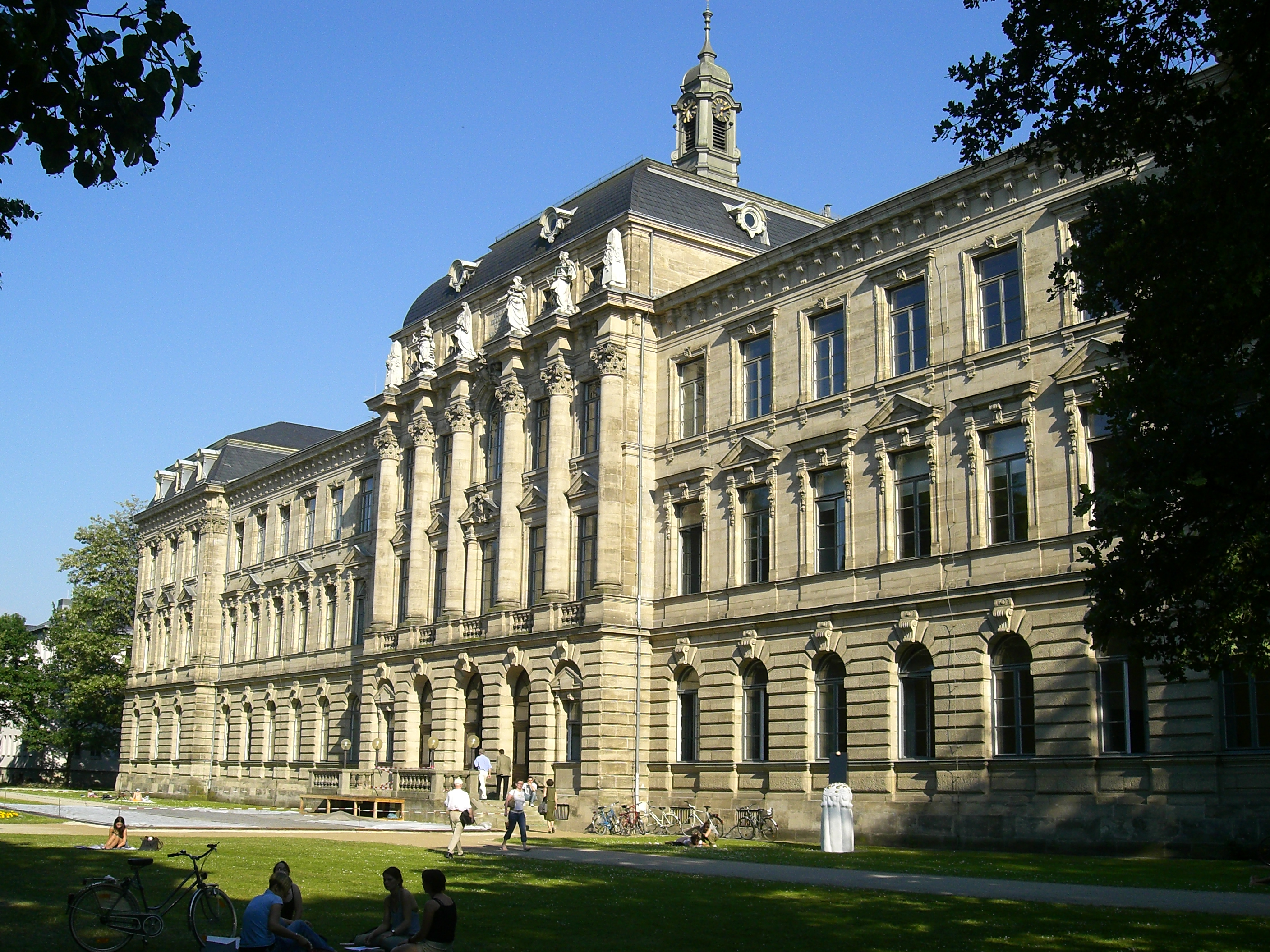
Uniwersytet Fryderyka i Aleksandra w Erlangen i Norymberdze (2006)

- Katolicki Uniwersytet Eichstätt-Ingolstadt
- Uniwersytet Fryderyka i Aleksandra w Erlangen i Norymberdze
- Uniwersytet Bundeswehry w Monachium
- Uniwersytet Ludwika i Maksymiliana w Monachium
- Uniwersytet Techniczny w Monachium
- Uniwersytet w Pasawie
- Uniwersytet w Ratyzbonie
- Uniwersytet w Würzburgu

## Religia

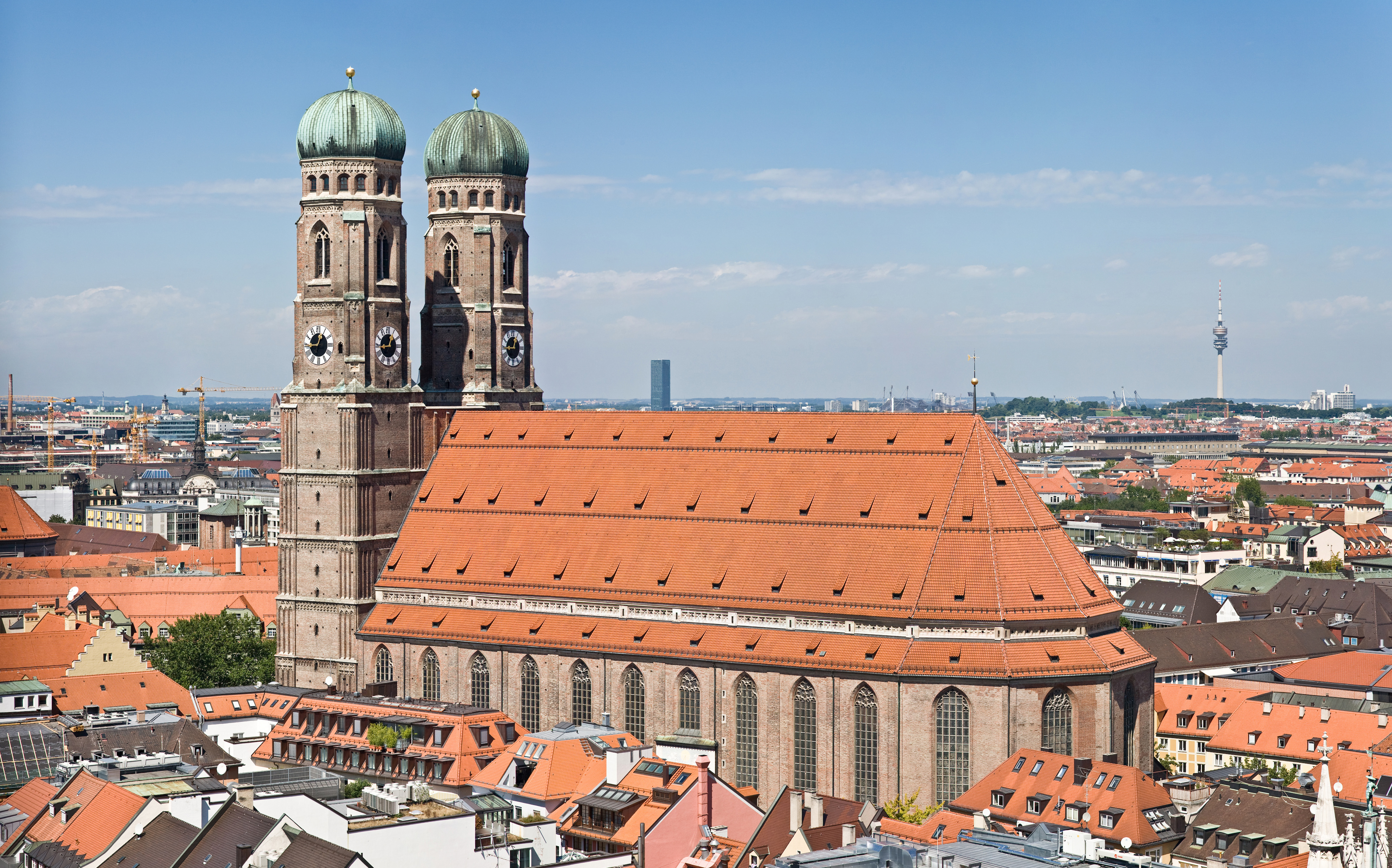
Katedra Najświętszej Marii Panny w Monachium

Bawaria jest krajem o tradycji katolickiej. Katolicy stanowią w Bawarii 54,4% ludności (tj. 6 mln 796 tys.). Obserwuje się jednak duży spadek wiernych przyznających się do Kościoła katolickiego (w 1970 70,4%, w 2011 56,3%). W Altötting znajduje się jedno z najważniejszych w Europie sanktuariów kultu maryjnego. Z miejscowości Marktl w południowo-wschodniej Bawarii pochodził Benedykt XVI.

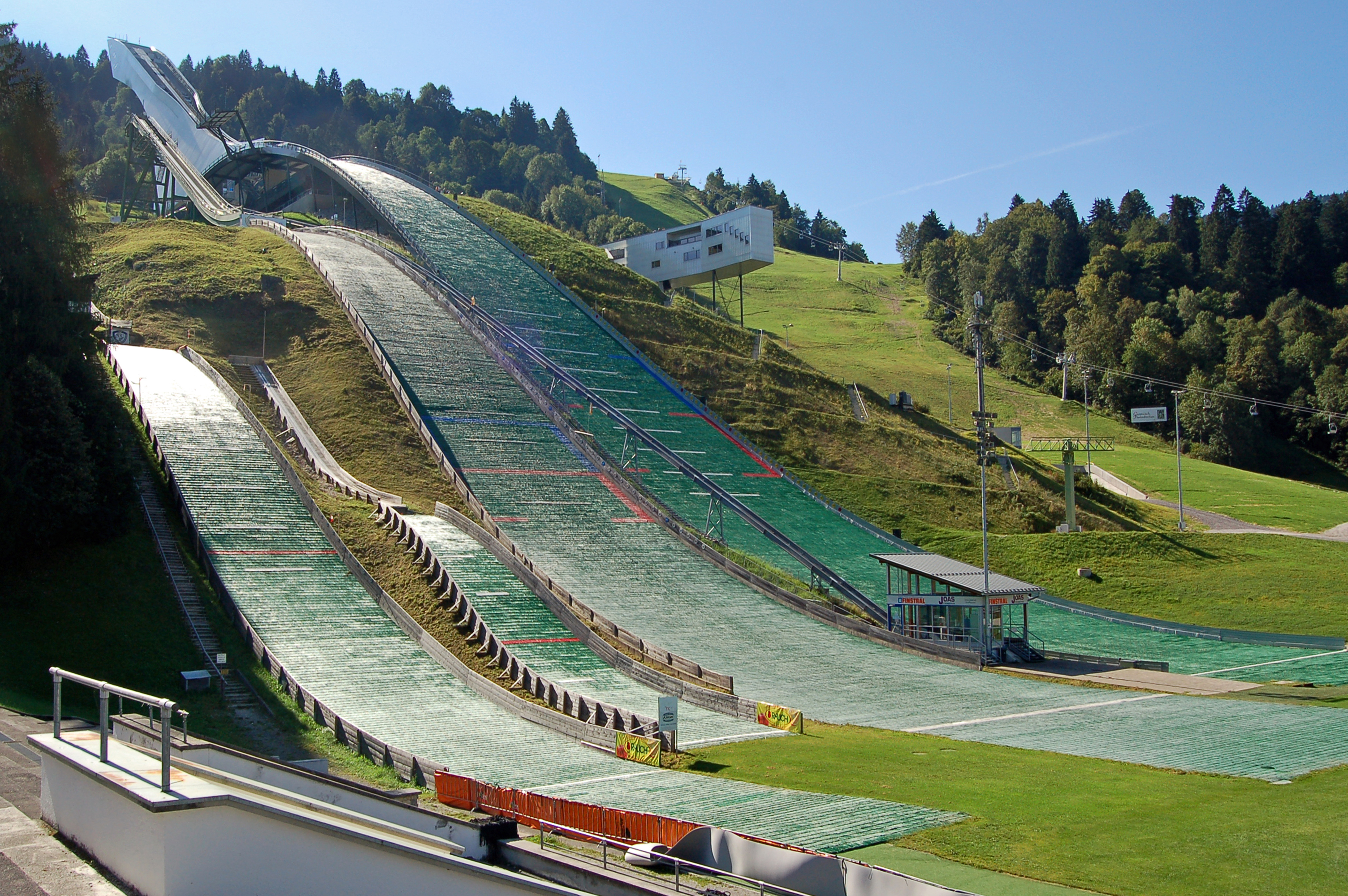
Skocznia narciarska Große Olympiaschanze w Garmisch-Partenkirchen

| Wyznanie    | Odsetek wyznawców |
| ----------- | ----------------- |
| katolicy    | 54,2%             |
| protestanci | 20,7%             |
| muzułmanie  | 4,3%              |
| inni        | 22%               |

## Sport
- W Bawarii znajdują się znane ośrodki sportów zimowych – Garmisch-Partenkirchen (olimpiada zimowa w 1936 roku), Berchtesgaden, Oberstdorf – oraz wodnych.
- Swoją siedzibę ma tu kilku mistrzów Niemiec w piłce nożnej: Bayern Monachium (33 mistrzostwa), 1. FC Nürnberg (9), SpVgg Greuther Fürth (3), TSV 1860 Monachium (1), a także innych uczestników Bundesligi: FC Augsburg, FC Ingolstadt 04 oraz SpVgg Unterhaching

## Osoby związane z Bawarią

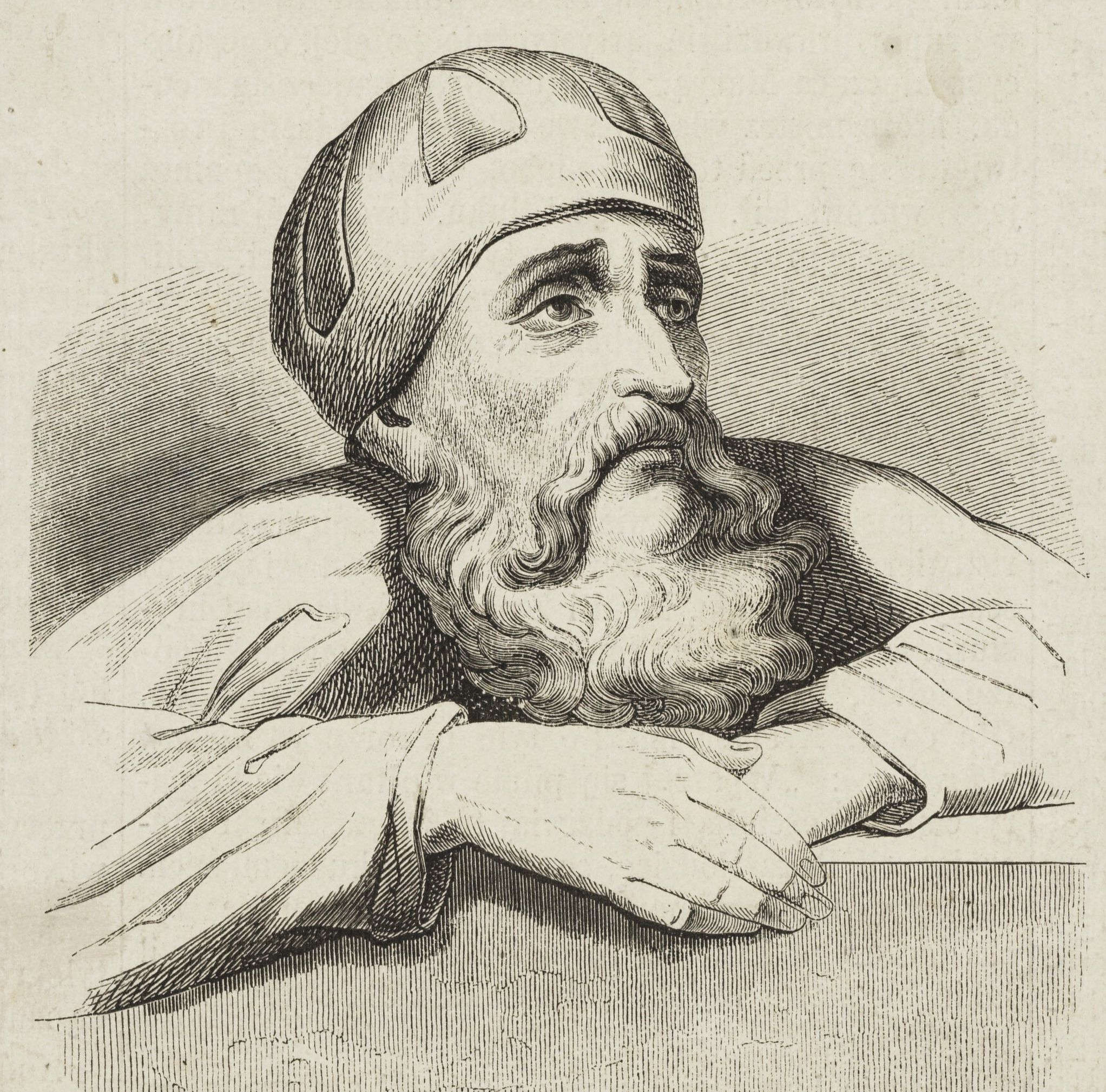
Wit Stwosz

- papież Benedykt XVI (Joseph Ratzinger)
- malarze: Hans Holbein starszy, Albrecht Dürer, Lucas Cranach, Franz Marc, Gabriele Münter
- kompozytorzy: Orlando di Lasso, Christoph Willibald Gluck, Richard Strauss, Carl Orff, Max Reger, Richard Wagner, Engelbert Humperdinck, Josef Rheinberger
- pisarze: Anna Wimschneider, Bertolt Brecht, Ludwig Thoma, Luise Rinser, Thomas Mann
- naukowcy: Wilhelm Röntgen, Franciszek Brentano, Werner Heisenberg, Max von Laue
- reżyserzy: Werner Herzog, Rainer Werner Fassbinder
- piosenkarze i DJ-e: Daniel Küblböck, Maximilian Schlichter, DJ Hell, Tomcraft
- piłkarze: Franz Beckenbauer
- rzeźbiarze: Wit Stwosz, Tilman Riemenschneider
- teologowie: Karl Rahner, kard. Gerhard Ludwig Müller (Biskup Ratyzbony)
- politycy: Adolf Hitler, Franz Josef Strauß
- modelki i modele: Mika'ela Fisher, Patricia Hartmann, Sascha Hehn, Herbert Knaup, Renate Langer, Barbara Meier, Alessandra Meyer-Wölden, Julia Stegner

## Zobacz też

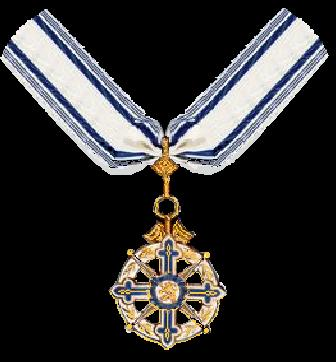
Awers Orderu Maksymiliana od 1980 roku